# Imprecazione (figura retorica)
In retorica, l'imprecazione è una delle figure di pensiero, anche se è usata per esprimere con intensità uno stato d'animo. Significa sdegno e rabbia contro l'autore di un'azione valutata negativamente e si concreta nell'augurare male a tale autore.
Un esempio è la celebre imprecazione che Dante lancia contro la città di Pisa dopo aver ascoltato la storia del conte Ugolino della Gherardesca (Inferno, XXXIII, 79-84):
del bel paese là dove 'l sì sona,

poi che i vicini a te punir son lenti,

muovasi la Capraia e la Gorgona,

e faccian siepe ad Arno in su la foce,

sì ch'elli annieghi in te ogni persona!»